# گل‌آباد چاه‌شور
گل‌آباد چاه‌شور، روستایی از توابع بخش نوک‌آباد شهرستان تفتان در استان سیستان و بلوچستان ایران است.

## جمعیت
این روستا در دهستان نازیل قرار دارد و براساس سرشماری مرکز آمار ایران در سال ۱۳۹۵، جمعیت آن ۱۱۴ نفر (۳۱ خانوار) بوده‌است.